# Sant Víctor de Fígols
Sant Víctor de Fígols és una església romànica de Fígols i Alinyà (Alt Urgell) protegida com a Bé Cultural d'Interès Local.

## Descripció
L'església de Sant Víctor de Fígols és un edifici totalment exempt situat en una esplanada al sud-oest d'aquesta població. L'any 1980 es va enderrocar la sagristia que estava adossada a l'absis.
L'església de Fígols és una església té una sola nau capçada al sud-est per un absis semicircular, cobert amb volta de quart d'esfera que s'obre directament a la nau. La nau és coberta amb volta de canó de perfil rebaixat, reforçada per dos arcs torals que la divideixen en tres trams. Aquests es perllonguen en els murs laterals en forma de pilastres que s'interrompen a mitja alçada amb un remat esbiaixat.
A la nau, just abans d'arribar a la nau, s'obren a través de sengles arcs de mig punt dues capelles laterals de planta quadrangular cobertes amb volta de canó que arranca d'un fris motllurat de guix. Cada capella té un altar de guix amb una fornícula (no se'n conserva la imatge) flanquejada per dues mitges columnes. El parament de les capelles presenta decoració geomètrica incisa amb abundància de tornapuntes.
Als peus de la nau hi ha un cor de fusta en alt sostingut per set bigues de fusta, en els extrems de les quals hi ha esculpits rostres humans amb expressions diferenciades.
Els paraments de l'interior de nau, amb inclusió de les capelles laterals, estan enguixats. En canvi, l'absis que en origen també devia estar enguixat, mostra l'aparell de pedra. A la part alta del tram adossat a la conca absidial es conserven fragments d'unes pintures. Hi trobem representats: Déu Pare amb l'Esperit Sant en posició central i uns àngels. Per les seves característiques aquestes pintures poden ser de la segona meitat del segle xix o inicis del XX.
Tres finestres de doble biaix i coronades amb arcs de mig punt adovellats s'obren a l'absis. Es tracta de tres finestres originals d'estil romànic. Al mur de ponent hi ha una finestra geminada (ha perdut la columna central) coronada amb doble arc de mig punt. A les capelles també hi ha finestres de doble biaix amb arc de mig punt.
Exteriorment, l'església té una forma de creu llatina a causa de l'afegit de les dues capelles laterals que es van afegir posteriorment a 1758. Es pot apreciar la diferència en el parament de l'església i les capelles. Mentre els carreus de l'església són de pedra calcària i de mida mitjana, el carreus de les capelles són de pedra sense desbastar de mides molt diferents i disposats de manera irregular. L'única ornamentació que hi ha a l'exterior del temple és un fris d'arquets cecs situats sota el ràfec de la coberta de l'absis. La porta d'accés, oberta al mur meridional, és adovellada en arc de mig punt i data del 1703
A l'exterior, al costat de tramuntana trobem tres contraforts atalussats, dos als angles.
A l'interior conserva una pica beneitera amb decoració a base d'ondulacions verticals de datació tardana.
La coberta de la nau és de teulada a doble vessant. Les capelles tenen menys alçada i la coberta és a doble vessant amb el carener perpendicular a la nau. Un campanar d'espadanya de dos ulls corona la façana occidental.
A la part baixa hi ha traces d'humitats que han escrostonat el reble de guix. A la dècada de 1980 l'església va ser restaurada es va eliminar el reble de morter de calç a l'exterior i a l'interior de l'absis.

## Història
El lloc de Fígols apareix documentat des de l'any 978 i l'església de Sant Víctor de Fígols s'esmenta l'any 1030 en una donació.
En la relació de la dècima dels anys 1279 i 1280 figura la parròquia de Sant Víctor de Fígols. Hi ha diverses notícies de l'església entre els segles xvi i xviii amb motiu de les visites ordenades pel bisbe d'Urgell.
En una visita feta l'any 1758 s'especifica que l'església de Sant Víctor tenia adossat un cementiri que era d'ús per a tota la parròquia i l'església continuava tenint un altar únic, cosa que indica que les capelles laterals van ser afegides posteriorment.
El desembre de 1834 es va produir un fet d'armes en plena Guerra Carlina que va afectar l'església amb un incendi. No hi ha cap notícia de les afectacions específiques que va patir l'església però sembla que la volta actual es va haver de fer perquè l'original es va esfondrar.